# نوگاولا
نوگاولا (به لاتین: Nugawela) یک منطقهٔ مسکونی در سری‌لانکا است که در استان مرکزی (سری‌لانکا) واقع شده‌است.